# Sindangjaya (Cipanas)
Sindangjaya is een bestuurslaag in het regentschap Cianjur van de provincie West-Java, Indonesië. Sindangjaya telt 12.831 inwoners (volkstelling 2010).